# 特列季亚科夫画廊
特列季亚科夫画廊（俄语：Государственная Третьяковская）是目前世界上收藏俄罗斯绘画作品最多的艺术博物馆，位于莫斯科。
本画廊由商人、艺术品收藏家帕维尔·米哈伊洛维奇·特列季亚科夫（1832年-1898年）于1856年创办，特列季亚科夫是19世纪俄罗斯著名的艺术品收藏家和画家们的赞助和保护人，1892年特列季亚科夫将他所有收藏品捐献给国家，这个画廊成为国家博物馆。1902年由画家维克托·瓦斯涅佐夫设计，依照俄罗斯童话形式在克里姆林宫南面建成新馆，20世纪扩大，将周围建筑包括进去，包括了17世纪的建筑圣尼古拉教堂。以后又在克里姆斯基大道建设分馆，以收藏当代绘画。
特列季亚科夫画廊藏品目前有13万件，作品从11世纪到20世纪，包括4万余件17、18世纪俄罗斯圣像画，18、19世纪俄罗斯著名画家的作品以及苏联时期的许多画家的作品。

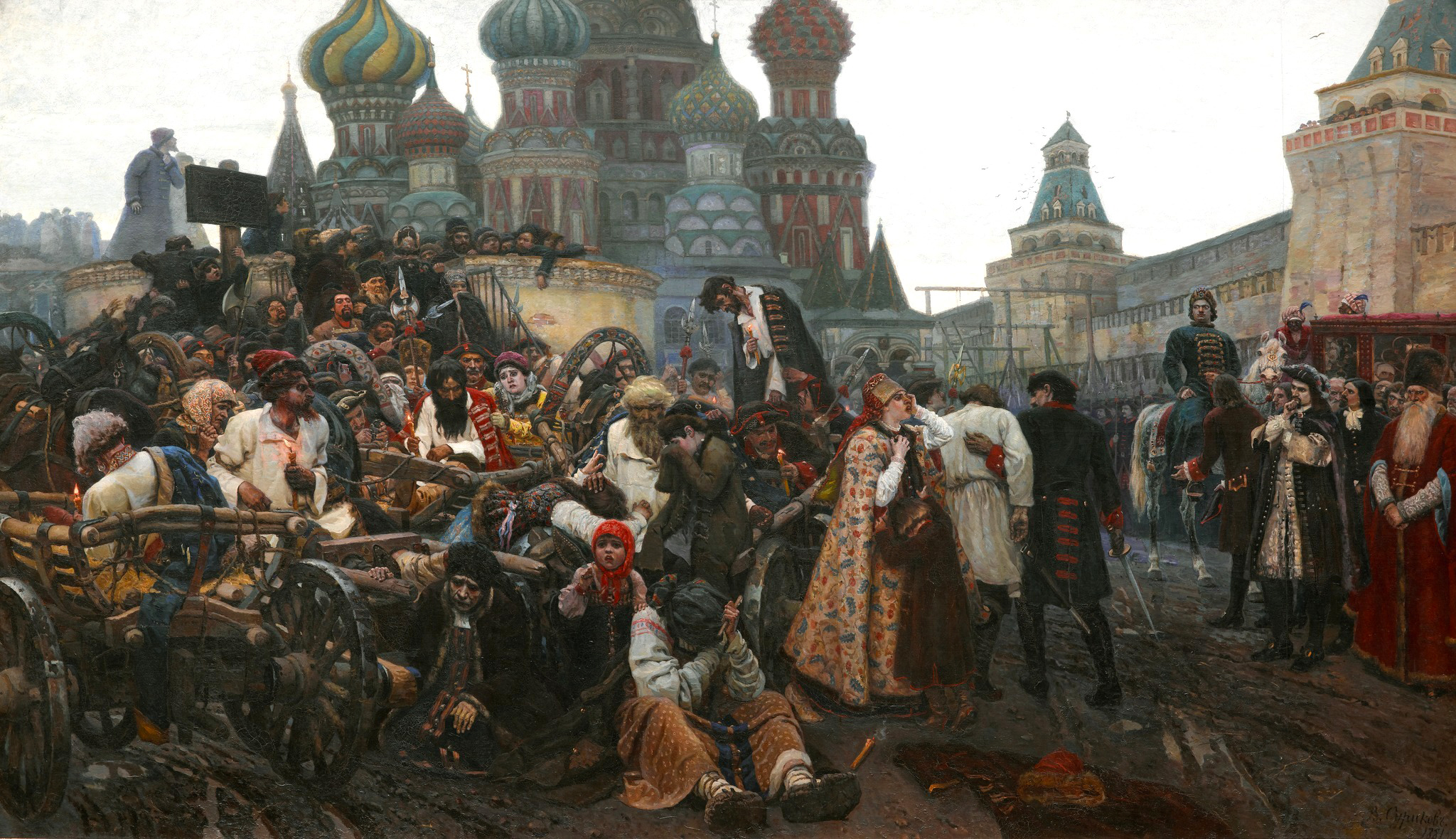
瓦西里·伊万诺维奇·苏里科夫画的近卫军临刑的早晨(1881)

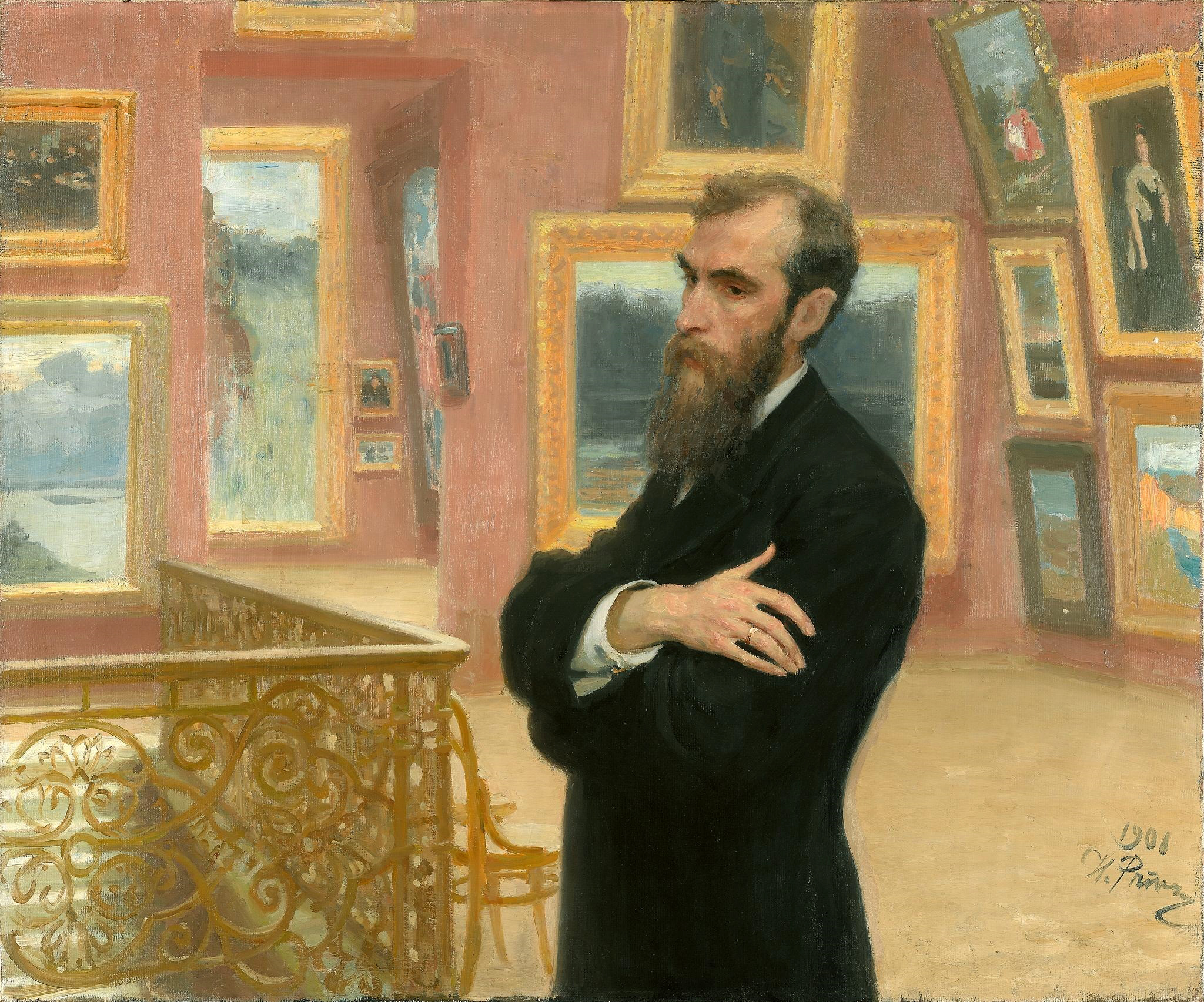
列宾画的特列季亚科夫像(1883)